# Кайзершмаррн

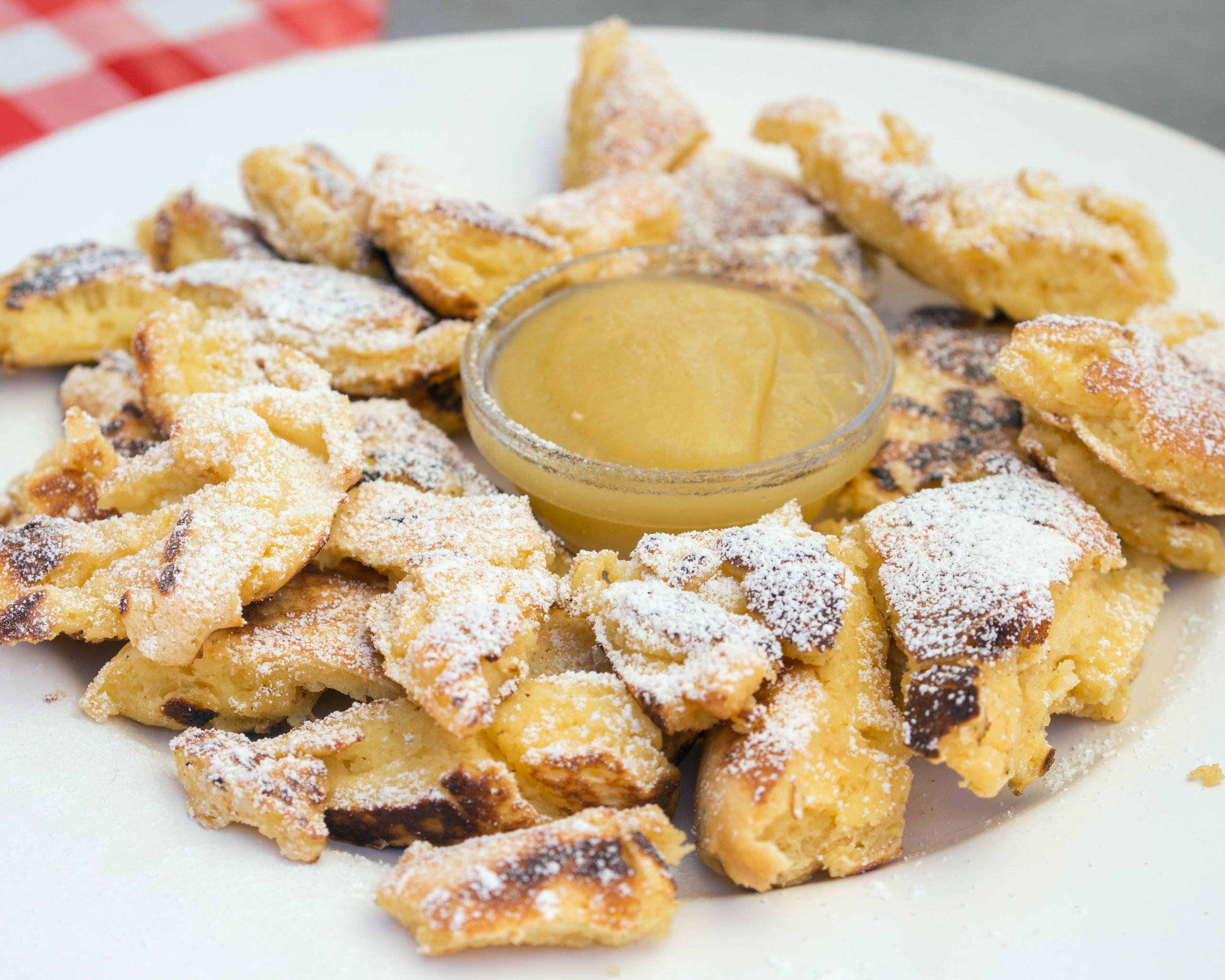
Кайзершмаррн с апфельмусом

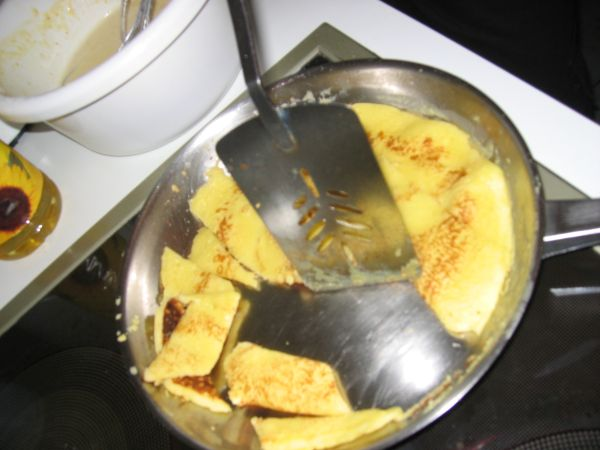
Приготовление кайзершмаррна

Кайзершмаррн (нем. Kaiserschmarrn, также Kaiserschmarren, императорский омлет) — сладкое мучное блюдо австрийской и, в частности, венской кухни. Кайзершмаррн подают как сладкое основное блюдо, а также как горячий десерт, в том числе с ванильным мороженым.

## Название
Название состоит из двух частей нем. Kaiser и нем. Schmarren. Несмотря на то, что традиция связывает кайзершмаррн с императором (Kaiser) Францем Иосифом, тем самым объясняя происхождение названия блюда, историки считают, что Kaiser происходит от австр. Kaser (пастух) или Casa (в Южном Тироле это блюдо называется Casaschmarrn — домашний шмаррн). Не стоит забывать[кому?], что в австрийском диалекте (и особенно в венском варианте) Kaiser- не всегда означает императорский или имперский, но также и наилучший, отличный, высокого качества.
Слово Schmarrn используется с XVI века и происходит от нем. Schmer (сало, сырой животный жир) и нем. schmieren (смазывать жиром). В австрийском диалекте Schmarrn также означает глупость, ерунду, некачественную и бесполезную вещь.

## История
По легенде кайзершмаррн был любимым блюдом австрийского императора Франца Иосифа I (1830—1916), откуда и пошло название. Другая легенда гласит, что император очень любил палачинки (сладкие блинчики). Когда они выходили слишком толстыми или рвались в процессе приготовления, придворный повар подавал их прислуге в форме кайзершмаррна, так как они были не пригодны для стола императора (нем. A Schmarrn des am Kaiser zu servieren). В ещё одной версии легенды готовившийся для императора сладкий омлет однажды прилип к сковороде и порвался, расстроенная кухарка хотела его выбросить, но император повелел подать блюдо на стол как есть, и в таком виде оно стало его любимым и было названо императорским. По третьей версии, воздушное блюдо предназначалось императрице Елизавете и должно было называться в её честь «кайзеринненшмаррн», но она, внимательно следившая за стройностью стана, якобы ничего так толком и не съела. Франц Иосиф забрал её блюдо себе и остался им чрезвычайно доволен.
Веками шмаррн был популярным блюдом простых людей и в своем первоначальном виде больше напоминал сытную кашу, долгое время считавшейся пищей для бедных: крестьян, пастухов, батраков и т. д. Первое письменное упоминание кайзершмаррна относится к 1563 г. в свадебной проповеди немецкого богослова Иоанна Матезиуса, где говорится о жирном шмаррне.
К XVIII веку это простое сельское блюдо попало в городскую среду, где его рецепт был значительно переработан. Из сытного крестьянского обеда кайзершмаррн превратился в десерт, подаваемый в салонах Вены, став символом достатка, так как сахар и пшеничная мука высшего сорта были дороги и долгое время оставались доступны только состоятельным людям.

## Приготовление
Для приготовления кайзершмаррна используется тесто для сладких блинчиков: мука, молоко, яйца, сахар и щепотка соли. Тесто выливается на сковороду и жарится до тех пор, пока нижняя сторона не будет готова. Затем тесто в процессе поджаривания разделяют лопаточкой (двумя вилками) на небольшие кусочки и зажаривают до образования хрустящей корочки. Кайзершмаррн подают, посыпав сахарной пудрой, обычно с ванильным соусом или сливовым пюре или отварной сливой, как из компота. Возможны и другие варианты приготовления — с добавлением изюма, миндаля, орехов и др. Если предварительно взбить яичный белок с сахаром, кайзершмаррн получится особо воздушным.

## Варианты
- Земмельшмаррн: готовится аналогично кайзершмаррну, но вместо муки используются размоченные в молоке и измельчённые булочки (нем. Semmel — булочка).
- Картофельшмаррн: блюдо из обжаренного на растительном масле тёртого отварного картофеля с добавлением муки, часто подаётся на гарнир к рыбным блюдам.
- Грисшмаррн (нем. Grießschmarren): вместо муки используется манная крупа.

## Комментарии
1. ↑  Ср. нем. Kaiserwetter — прекрасная солнечная погода[5].